# Pivnica
Pivnica je gostinski lokal v katerem strežejo s pijačami, zlasti s pivom.
V pivnicah v stilu restavracije strežejo tudi z omejenim izborom jedi. Nekatere pivnice v inozemstvu ponujajo tudi po več sto znamk piva iz vsega sveta. Najstarejša pivnica na svetu je pivnica Pri Fleku v Pragi, ki toči pivo od leta 1499. Na Slovenskem so prve pivnice nastale na Štajerskem v 16. stoletju. V Ljubljani je prva sodobna pivnica začela obratovati v osemdesetih letih 20. stoletja.